# Chtelnica
Chtelnica (deutsch Tellnitz oder Wittenz, ungarisch Vittenc) ist eine Gemeinde im Okres Piešťany innerhalb des Trnavský kraj in der Slowakei mit etwa 2500 Einwohnern.

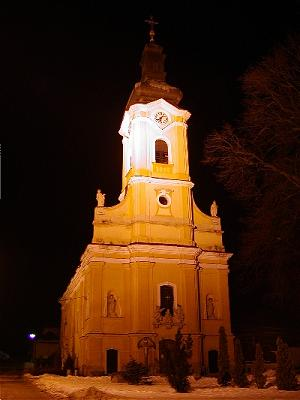
Kirche der Dreifaltigkeit

## Geographie
Die Gemeinde liegt im nördlichen Teil des slowakischen Donautieflands, im Donauhügelland. Sie liegt unterhalb der Kleinen Karpaten am Fuß der Berge Klenová (585 m n.m.) und Vrátno (576 m n.m.), am Bach Chtelnický potok, an dem ein kleiner Stausee errichtet wurde. Das Ortszentrum liegt auf der Höhe von 204 m n.m. und ist 20 Kilometer von Piešťany und 24 Kilometer von Trnava entfernt.

## Geschichte
Der Ort wurde zum ersten Mal 1208 als Wytelnize schriftlich erwähnt. Im Jahr 1394 wurde er zu einem mittelalterlichen Marktflecken. Im 15. Jahrhundert kam es wegen der Pest und Kriegsereignissen zu einem Niedergang. Im 16. Jahrhundert wurde die Gemeinde von den im Süden des damaligen Königreichs Ungarn verlaufenden Türkenkriege von den slowakischen, kroatischen und in kleinerem Maß auch magyarischen Flüchtlingen besiedelt.
Bis 1918 lag der Ort innerhalb des Komitats Neutra im Königreich Ungarn, danach kam er zur Tschechoslowakei und ist seit 1993 Teil der heutigen Slowakei.

## Bevölkerung
| Jahr                | 1994 | 2004    | 2014    | 2024    |
| ------------------- | ---- | ------- | ------- | ------- |
| Anzahl der Personen | 2524 | 2551    | 2593    | 2510    |
| Unterschied         |      | +1,06 % | +1,64 % | −3,20 % |

| Jahr                | 2023 | 2024    |
| ------------------- | ---- | ------- |
| Anzahl der Personen | 2529 | 2510    |
| Unterschied         |      | −0,75 % |

## Sehenswürdigkeiten
- römisch-katholische Kirche der Dreifaltigkeit aus dem Ende des 18. Jahrhunderts
- römisch-katholische Kirche des Johannes der Täufer aus dem Ende des 13. Jahrhunderts
- ein Landschloss aus dem Ende des 16. Jahrhunderts
- ein Jagdschloss im Erholungsgebiet Výtok in den Kleinen Karpaten, von der Familie Pálffy Anfang des 19. Jahrhunderts errichtet

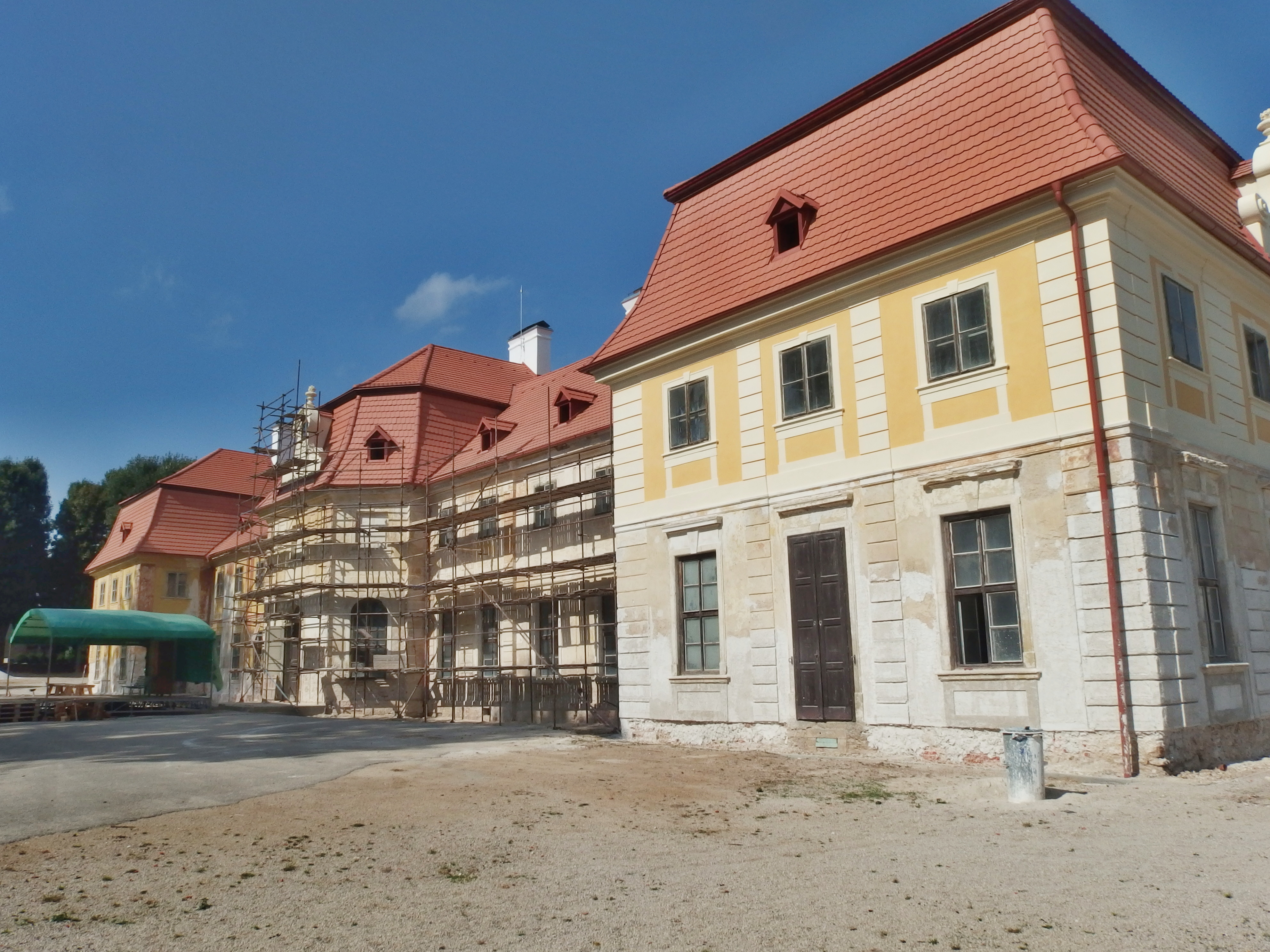
Schloss

## Persönlichkeiten
- Štefan Polakovič (1912–1999), katholischer Theologe und politischer Philosoph